# Hängsnara

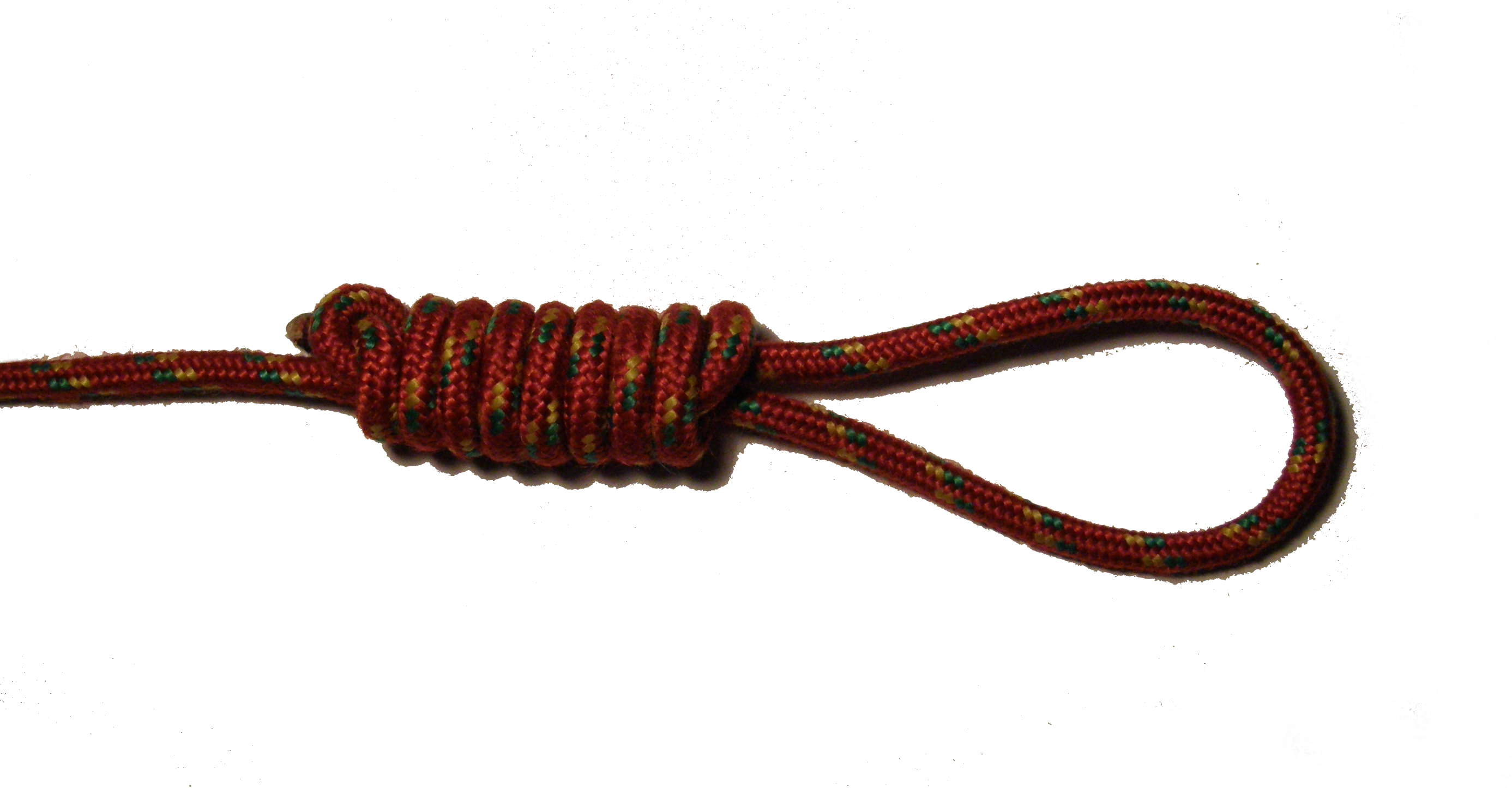
En hängsnara

En hängsnara är en knop som främst förknippas med dess användning vid avrättningsmetoden hängning. Hängsnaran, som är en typ av löpögla, är en slinga av rep, vajer eller ståltråd som bildar en ögla som dras ihop ju mer det dras i slingan. Vid hängning placeras hängsnaran runt halsen.